# 海南省总工会
海南省总工会是海南省地方工会和产业工会的领导机关，受中国共产党海南省委员会和中华全国总工会领导。